# Börje Cronberg

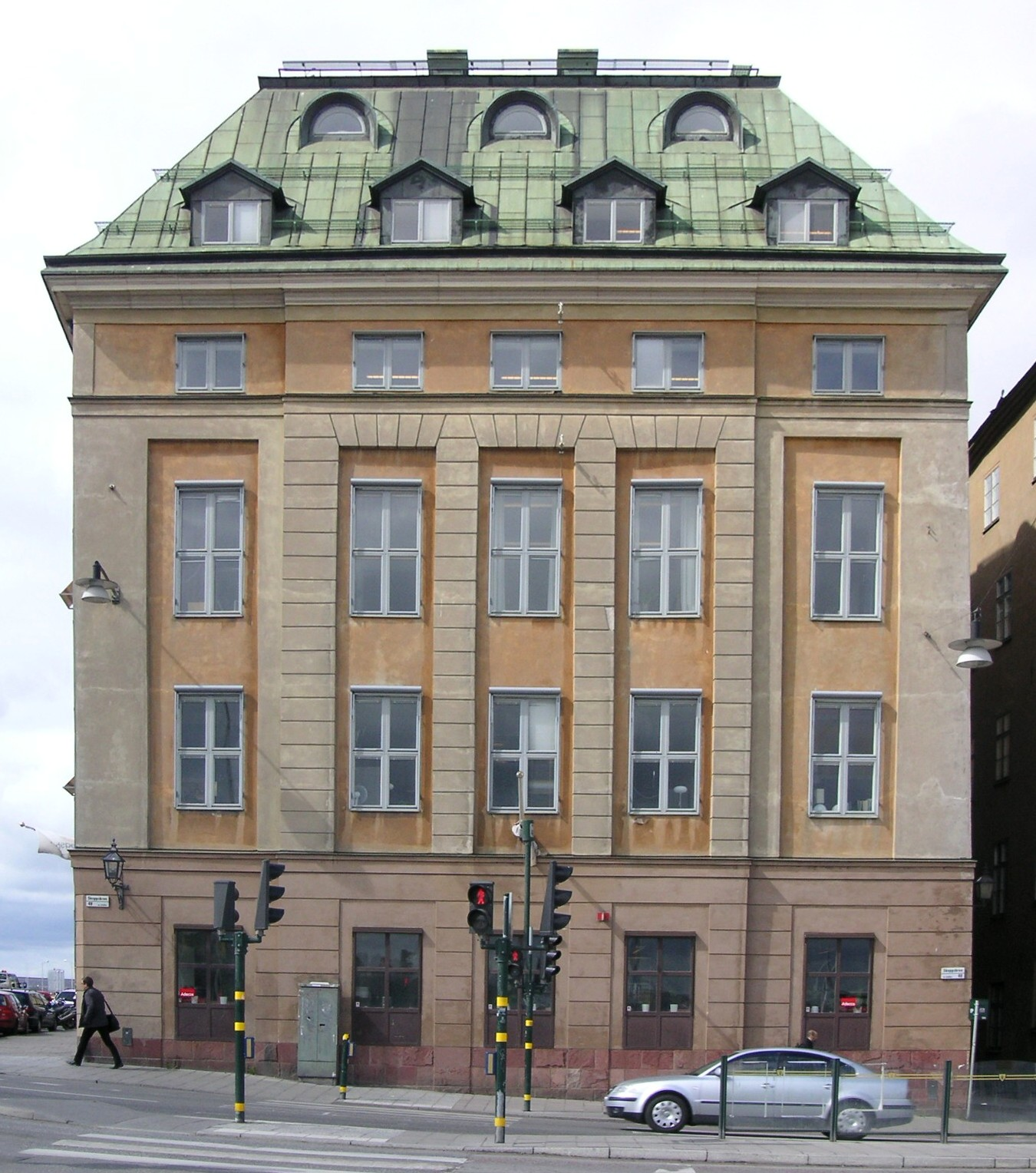
Räntmästarhuset, fasad mot Skeppsbron i maj 2009.

Börje Olofsson Bureus adlad Cronberg, född i Örebro 1622 och död i Stockholm 1673, var en svensk räntmästare och affärsman som under 1600-talet skapade en stor förmögenhet. 

## Levnad
Börje Olofssons far Olof Jonsson Buraeus var slottsfogde i Örebro och använde mormoderns ättenamn (Bureätten). Modern Ingeborg Börjesdotter Canthera var dotter till en kyrkoherde. Börje kallade sig själv Buraeus liksom fadern innan han adlades.
I unga år företog han studieresor till bland annat Ryssland, Tyskland och Holland och kom därefter att jobba som kassör hos Magnus Gabriel De la Gardie. Senare blev han hovkassör och assessor i Kammarrevisionen innan han 1653 utnämndes till räntmästare. Han stod högt i kurs hos Karl X Gustav, och ett år senare adlades han. Vid sidan om arbetet som räntmästare bedrev han en egen framgångsrik handelsverksamhet. Han kvarstod som räntmästare till 1670 då tjänsten drogs in, men han uppbar en reducerad lön fram till sin död 1673. På 1660-talet uppförde han sitt eget palats Räntmästarhuset på Skeppsbron i Stockholm.
Han adlades 1654 och antog namnet Cronberg.
Han var gift två gånger, första gången med borgmästaredottern från Stockholm Maria Hansdotter, och andra gången med en släkting, Anna Maria Gyldenklou, dotter till Anders Gyldenklou och Anna Burea från Bureätten.

## Egendomar och verksamheter
- Räntmästarhuset, palats uppfört vid Skeppsbron
- Hälleforsnäs Bruk, köpts 1666 och sålt 1668 till Johan Lohe
- Tanto sockerbruk, 1669-75 (sålt av hans arvingar 1675)
- Tobakskompaniet, en av de ledande männen i det nya tobakskompaniet på 1660-talet.